# 5號堪薩斯州州道
5號堪薩斯州州道（英語：Kansas State Highway 5，簡稱K-5）為美国堪薩斯州一條東西向的州级公路，位於堪薩斯城都會區境內。西起萊文沃思縣萊文沃思內的73號美國國道／7號堪薩斯州州道，東至懷恩多特縣堪薩斯城內的69號美國國道，全長共計24.039英里（38.687）。

## 公路描述

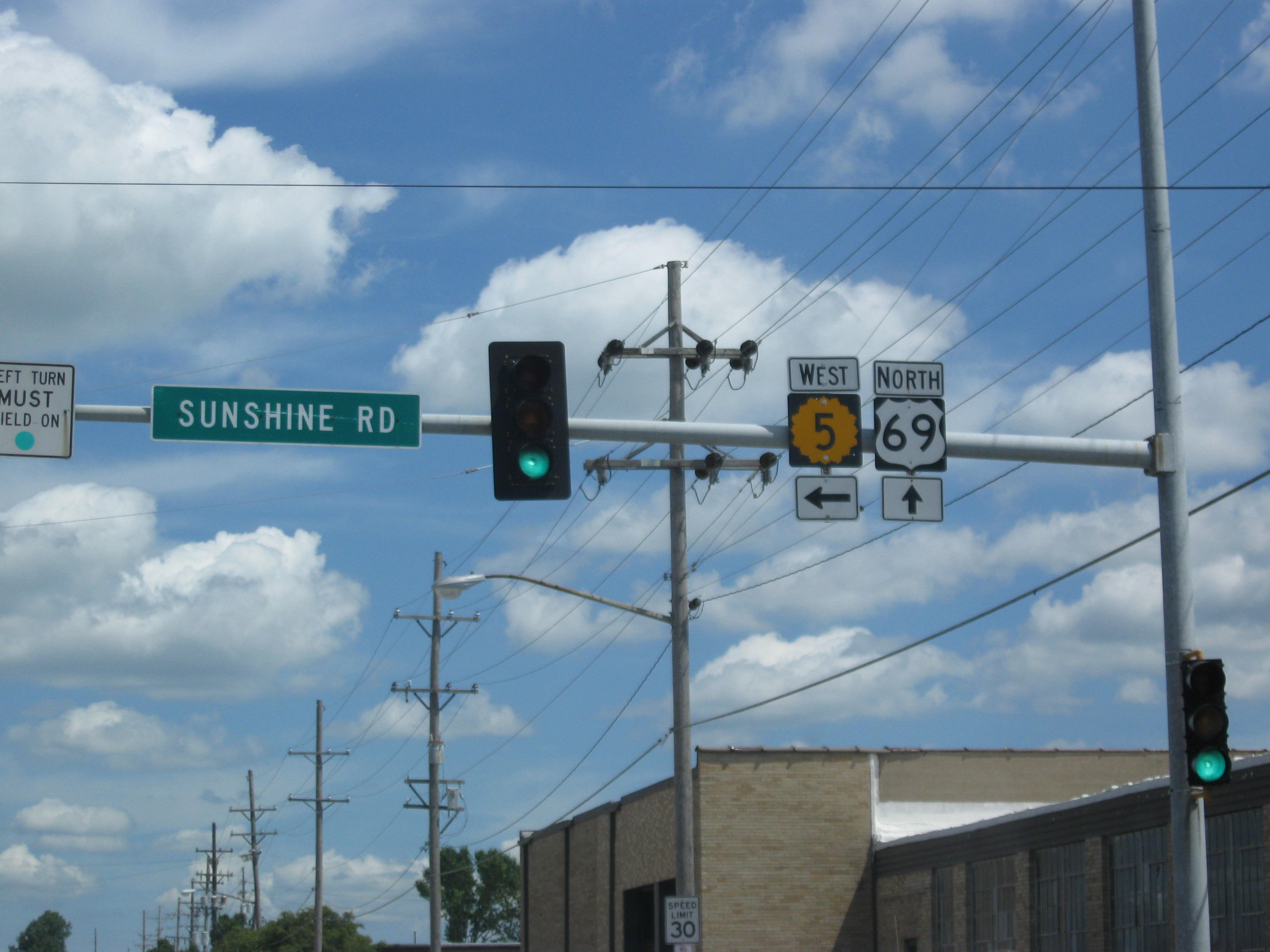
5號堪薩斯州州道的終點位於堪薩斯城境內，與69号美国国道交會

5號堪薩斯州州道的起點位於萊文沃思境內的73号美国国道／7號堪薩斯州州道。從公路起點至435號州際公路的路段為旅遊風景道路的一部分。此公路在蘭辛地區沿著北8街行經，過了蘭辛以後則沿著沃爾科特徑（Wolcott Drive）行經。後來5號堪薩斯州州道與435號州際公路共線，並在下個出口處與435號州際公路分出轉萊文沃思路（Leavenworth Road）。5號堪薩斯州州道沿著萊文沃思路往東行經，直到與635號州際公路相交為止。此公路後來與635號州際公路共線，行進約2英里（3.2）後與635號州際公路分出轉陽光路（Sunshine Road）。69号美国国道為此公路的終點，正好位於費爾法克斯橋南端。
堪薩斯州議會通過68-1038號法令後，將5號堪薩斯州州道的73号美国国道／7號堪薩斯州州道－435號州際公路路段、435號州際公路－69号美国国道路段，以及69號美国国道－奧克拉荷馬州州界路段定為軍事前線風景道路（Frontier Military Scenic Byway）。

## 歷史
原先位於堪薩斯城的635號州際公路－69号美国国道路段計畫設立635號州際公路。計畫路線自5號堪薩斯州州道與635號州際公路相交處起，往東行經至69号美国国道，之後向北轉向並且通過密苏里河上方的費爾法克斯橋。然而此計畫從未被執行過，而635號州際公路－69号美国国道路段則定為5號堪薩斯州州道至今。

## 主要接點
| 縣                                         | 地點     | 英里   | 公里   | 出口 | 接點                          | 備註                    |
| ------------------------------------------ | -------- | ------ | ------ | ---- | ----------------------------- | ----------------------- |
| 萊文沃思縣                                 | 萊文沃思 | 0.000  | 0.000  |      | 73號美國國道／7號堪薩斯州州道 | 公路西端                |
| 懷恩多特縣                                 | 堪薩斯城 | 10.067 | 16.201 | 18   | 435號州際公路                 | 與435號州際公路共線起點 |
| 懷恩多特縣                                 | 堪薩斯城 | 13.063 | 21.023 | 15   | 435號州際公路                 | 與435號州際公路共線終點 |
| 懷恩多特縣                                 | 堪薩斯城 | 21.797 | 35.079 | 7    | 635號州際公路                 | 與635號州際公路共線起點 |
| 懷恩多特縣                                 | 堪薩斯城 | 22.499 | 36.209 | 8    | 635號州際公路                 | 與635號州際公路共線終點 |
| 懷恩多特縣                                 | 堪薩斯城 | 24.039 | 38.687 |      | 69號美國國道                  | 公路東端                |
| 1.000英里＝1.609公里；1.000公里＝0.621英里 |          |        |        |      |                               |                         |